# Heteropoda sexpunctata
Heteropoda sexpunctata är en spindelart som beskrevs av Simon 1885. Heteropoda sexpunctata ingår i släktet Heteropoda och familjen jättekrabbspindlar. Inga underarter finns listade i Catalogue of Life.